# Trentino
Le Trentino (le Trentin) est un quotidien italien, de Trente, qui diffuse à plus de 50 000 exemplaires de moyenne (sept. 2005). Il appartient au Gruppo Editoriale Espresso (qui publie aussi L'espresso).